# Unter Ausschluß der Öffentlichkeit (1937)
Unter Ausschluß der Öffentlichkeit ist ein deutscher Kriminal- und Gerichtsfilm aus dem Jahre 1937 mit Olga Tschechowa und Iván Petrovich in den Hauptrollen. Es war die letzte Kinoinszenierung des Schauspielers Paul Wegener.

## Handlung
Es ist Silvester, und die Familie des Bankiers Sparrenberg feiert in einem Berliner Ballhaus. Da klingelt das Tischtelefon, und Brigitte Sparrenberg wird verlangt. Nach dem Ende des Telefonats ist Brigittes Stimmung auf dem Tiefpunkt, und sie bittet ihren Gatten, sie sofort nach Haus zu bringen. Auch am nächsten Morgen ist die Bankiersgattin noch immer vergrätzt. Der gestrige Anrufer war ein gewisser Baron Gaffris, eine windige Type, in die Brigitte einst sehr verliebt war. Doch der schmierige Adelige hatte ihre Bekanntschaft damals nur deshalb gesucht, um über ihren Charme an wichtige Geschäftsleute heranzukommen, um diese anschließend nach allen Regeln der Kunst auszunehmen. Diese Liebelei endete damals sehr unschön: Gaffris wurde in einem Prozess wegen Betrugs verurteilt und musste in den Knast einfahren, während Brigitte, deren Unwissenheit ihr das Gericht abkaufte, noch einmal mit einem blauen Auge davonkam und freigesprochen wurde. Ihrem Mann, dem Bankier, hat Brigitte von dieser hässlichen Geschichte nie etwas erzählt, was Gaffris nun auszunutzen versucht. Er erpresst Brigitte damit, dem Bankier über das Vorleben von dessen Frau zu berichten. Über Umwege erfährt auch Ina Sparrenberg, Brigittes Tochter, alles über den Baron und seine finsteren Absichten. Sofort stellt sich Ina an die Seite ihrer Mutter. 
Gaffris, der vorhat, das Bankhaus Sparrenberg auszunehmen, erhält Besuch von Brigitte. Sie will noch einmal an seinen Anstand appellieren und ihm seine neueste Schweinerei, die obendrein ihre Ehe gefährden könnte, ausreden. Doch der lacht sie nur aus. Nach einem lautstarken Streit verlässt Brigitte das Haus von Gaffris. Wenig später kommt Ina aufgelöst zu ihrer Mutter und berichtet ihr, dass auch sie zu Gaffris gegangen sei, ihn aber nur tot aufgefunden habe. Ehe man möglicherweise ihre Tochter Ina des Mordes beschuldigen könnte, geht Brigitte zur Polizei und erklärt, dass sie während des Streits Baron Gaffris mit einem malaiischen Dolch, einem Kris, verletzt habe. Es stellt sich heraus, dass die kleine Schnittwunde gereicht hat, um den Schurken zu töten, da diese mit Gift beträufelt war. Es kommt zu einem Prozess, an dem Ina wegen eines Nervenleidens, an dem sie infolge all dieser Aufregungen erkrankte und das sie ans Krankenhausbett fesselte, nicht teilnehmen kann. Fast zu spät erfährt Ina, der man absolute Bettruhe verordnet hatte, aus der Zeitung vom Prozess gegen die geliebte Mutter. Sofort macht sich Ina auf und geht zum Gericht. Sie darf ihre Aussage unter Ausschluss der Öffentlichkeit abgeben. Ina erzählt, dass sie kurz nach dem Besuch ihrer Mutter bei Gaffris auftauchte, um ihm ins Gewissen zu reden. Der sei daraufhin sofort über sie hergefallen. Dabei habe sie nach dem Kris gegriffen, um sich seiner zu erwehren. So sei die Schnittwunde entstanden. Der Gerichtsvorsitzende, der schon seit geraumer Zeit Zweifel an Brigittes selbstbezichtigenden Aussage hegte und davon ausging, dass sie die Schuld für jemand anderen auf sich nahm, stellt daraufhin das Verfahren gegen Brigitte Sparrenberg ein.

## Produktionsnotizen
Unter Ausschluß der Öffentlichkeit wurde ab dem 1. April 1937 gedreht. Der Film passierte am 30. Juni 1937 die Filmzensur und wurde am 5. August 1937 im Rahmen einer geschlossenen Pressevorstellung im Hamburger Passage-Theater uraufgeführt. Massenstart war am 27. August 1937 in zwei Berliner Lichtspielhäusern.
Otto Moldenhauer entwarf die von Paul Markwitz ausgeführten Filmbauten. Bruno Balz lieferte die Musiktexte. Hans Schönmetzler hatte die Aufnahmeleitung, Viktor von Struve war Produktionsassistent. Eugen Klagemann fertigte die Standfotos an, Werner Pohl sorgte für den Ton.
Es wurden zwei Musiktitel gespielt:
- Mein Herz ist eine Königin
- O Bella-Rosa!

## Kritik
Im Lexikon des Internationalen Films heißt es: „Kriminalfilm um eine Hochstapler-Affäre, um gefälschte Wechsel und einen Mord in Notwehr. In der Handlung eher romanhaft als realistisch, dennoch weitgehend spannend und atmosphärisch dicht.“